# Anders Bergmark
Anders Bergmark, född 1951, är en svensk professor och prefekt vid institutionen för Socialt Arbete vid Stockholms universitet. Han är verksam både nationellt och internationellt i forskning om behandlingsinterventioner för alkohol- och drogmissbrukare. Han var en av deltagarna i BAK-projektet.